# 김우주 (축구 선수)
김우주(한국 한자: 金宇宙, 1984년 3월 12일 ~ )는 대한민국의 전 축구 선수이며, 포지션은 공격수였다.